# Kateřina Kornová
Kateřina Kornová (* 23. března 1967 Praha) je česká herečka, modelka, moderátorka a podnikatelka. Vystudovala gymnázium.[zdroj?]

## Osobní život
Jejím prvním manželem byl zpěvák Jiří Korn, se kterým má dvě děti Filipa a Kristýnu. Poté byla vdaná za podnikatele Jiřího Pařízka. Kristýna vystudovala tanec na konzervatoři a stala se členkou souboru baletu Národního divadla. Synu Filipovi byla diagnostikována mozková obrna a autismus.

## Filmy
- Playgirls 1 (1995)
- Válečný čin (1997)
- Dark Confessions (1997)
- Heartbreak Hotel (1998)
- Omega Force (2001)
- Deadly Engagement (2003)

## TV pořady
- To znám
- O 106
- Zprávy ze společnosti
- Ordinace v růžové zahradě 2
- Tvoje tvář má známý hlas (2. řada)

## Autobiografie
- Kornová, K. – Buňata, P. (2000): Žena se špatnou pověstí. Petrklíč, Praha. ISBN 80-7229-050-9